# Деві Чанкотадзе
Чанкотадзе Деві (груз.დევი ჭანკოტაძე; 1 вересня 1961) — грузинський генерал, начальник Об'єднанного штабу Збройних Сил Грузії (2009—2012)

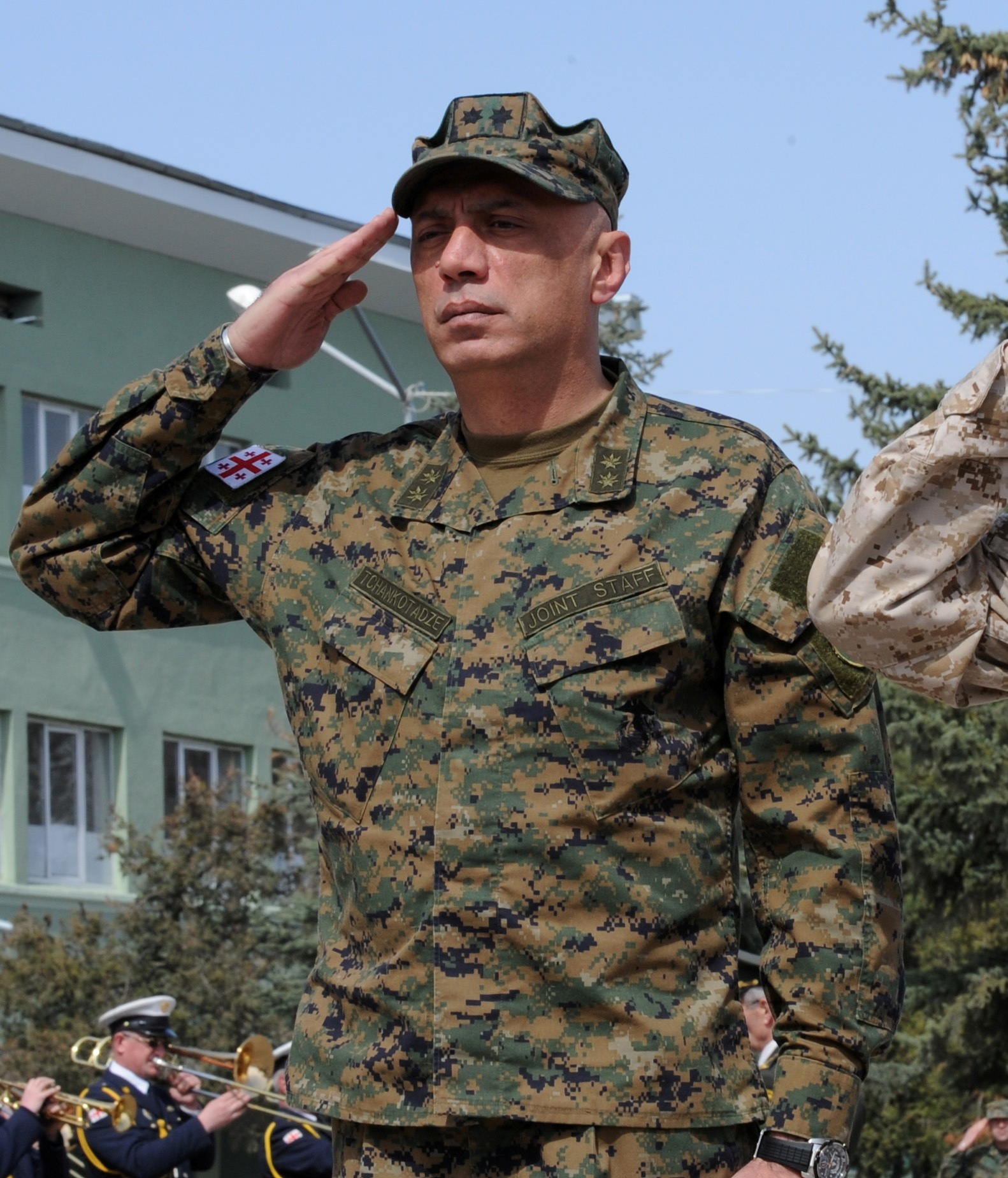
Деві
Чанкотадзе
2009

## Життєпис
Народився в Горі. Закінчив Тбіліське вище артилерійське командне Червонопрапорне Ордена Червоної Зірки училище імені 26 Бакинських комісарів (1982). Проходив службу в Радянській армії (1982—1990). Вступив до лав Національної гвардії. Брав участь у громадянських війнах початку 1990-х на різних посадах. В 1999 отримав звання генерал-майора.
В 2001 закінчив Національний Обороний Університет (Пекін). З 2000 по 2004 був заступником Начальника Генерального штабу. Вийшов у відставку в жовтні 2005.
Поновлений на службі в жовтні 2007 командиром артилерійської бригади. Післі російсько-грузинської війни став заступником начальника Об'єднанного штабу Збройних сил Грузії, а з березня 2009 по жовтень 2012 — начальником.
Вийшов у відставку 11 квітня 2013 у чині генерал-лейтенанта.

## Нагороди
У 2010 нагороджений Михайлом Саакашвілі Президентським орденом Сяйво.